# Asketanthera
Asketanthera là chi thực vật có hoa trong họ Apocynaceae.